# Palacio Antinori
El Palacio Antinori, considerado uno de los edificios renacentistas más bellos de Florencia, se encuentra en la plaza del mismo nombre, en el extremo de la Via de' Tornabuoni. 
Pertenece al centro histórico de la ciudad, declarado Patrimonio de la Humanidad por la Unesco en 1982.

## Historia
Fue construido entre 1461 y 1469 para Giovanni di Bono Boni sobre algunas casas que pertenecían a los Bordoni. Se cree que lo hizo Giuliano da Maiano dada la similitud con el palacio Spannocchi.
El edificio incompleto se puso en venta en 1475 y pasó a ser de los Martelli, pero parece que también estuvo interesado en él Lorenzo el Magnífico. Allí vivieron los hermanos Carloy Ugollino Martelli, pero cuando este último murió en 1494, Carlo lo vendió. En 1506, el palacio pasó a las manos de Niccolò Antinori, residente en Oltrarno, que aportó modificaciones y mejoras. Probablemente el trabajo fue encargado a Baccio d'Agnolo, que proyectó la fachada y el jardín interno, dando al edificio las dimensiones actuales. 
Desde entonces, la familia Antinori vive todavía en el edificio y posee terrenos en toda la Toscana, donde se producen vino, aceite y otros productos.

## Descripción
La forma del edificio, paralelepípedo con un patio porticado en el centro y un jardín, se inspira en el Palacio Medici de via Larga (actual Palacio Medici Riccardi), pero tiene una forma arquitectónica más ligera y elegante.

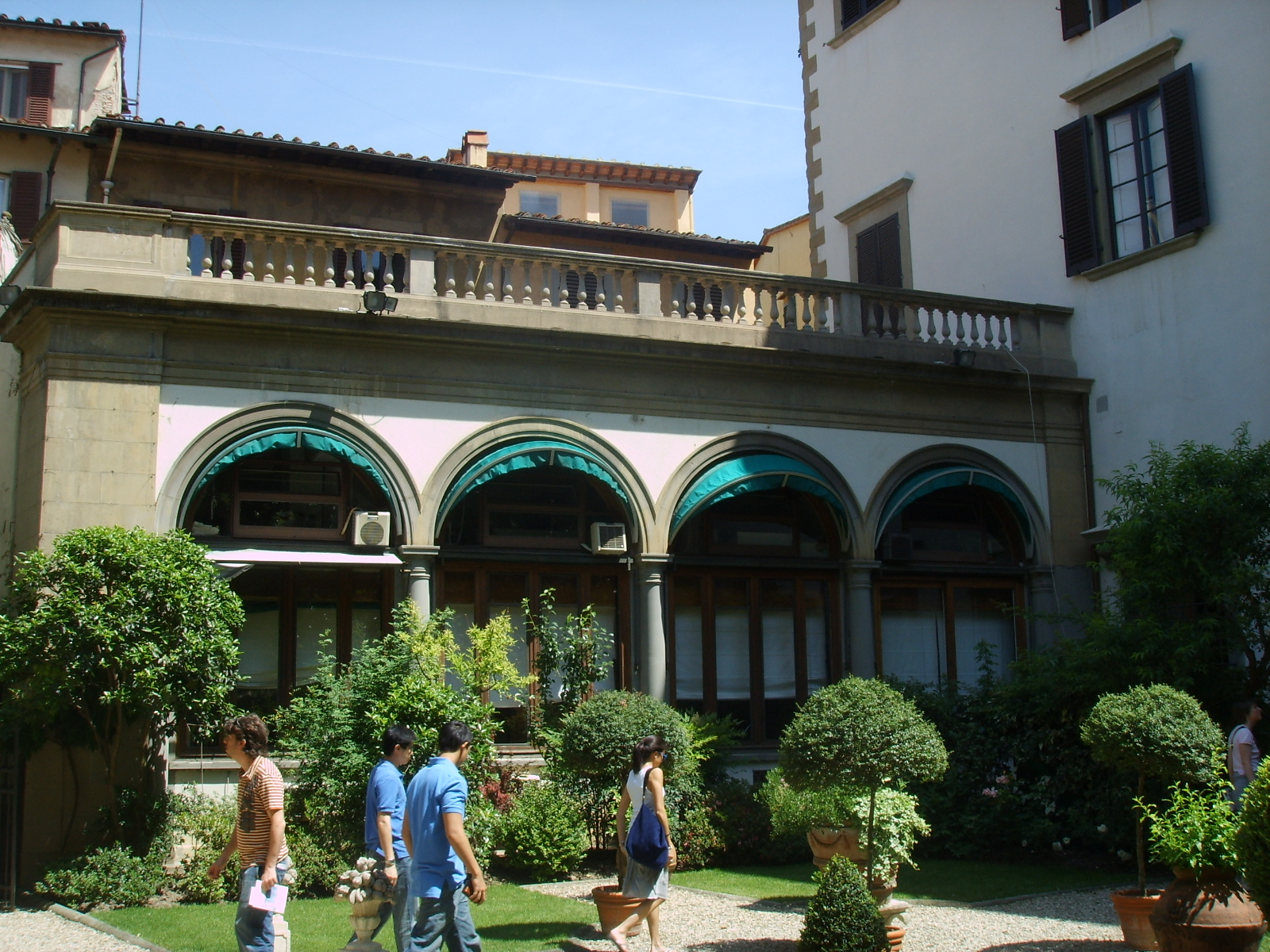
Jardín del palacio.

El patio presenta un pórtico en tres de sus lado, con arquerías, bóvedas cruzadas y columnas con capiteles compuestos, esculpidos con gran pericia. Destaca el pozo, imprescindible para el aprovisionamiento privado de agua a los residentes del palacio.

### El jardín
En el mapa de Florencia de 1584 (Buonsignori), el palacio ya aparece con jardín
La puerta es uno de los elementos que ha permitido la atribución a Baccio d'Agnolo.
El jardín se presenta con arriates simples que recuerdan un claustro del siglo XIV-XV, mientras en la pared hay un ninfeo con una estatua de Venus dentro de un nicho. 
En el lado norte encontramos una loggia.